# Hajlékony fénycső

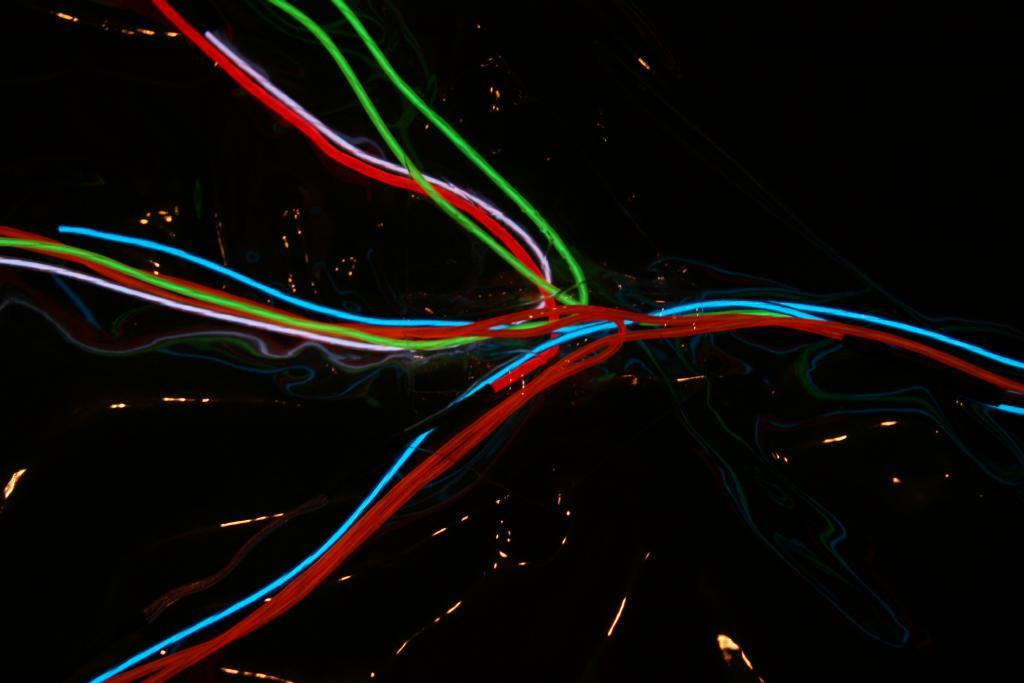
Közeli kép különböző színű hajlékony fénycsövekről

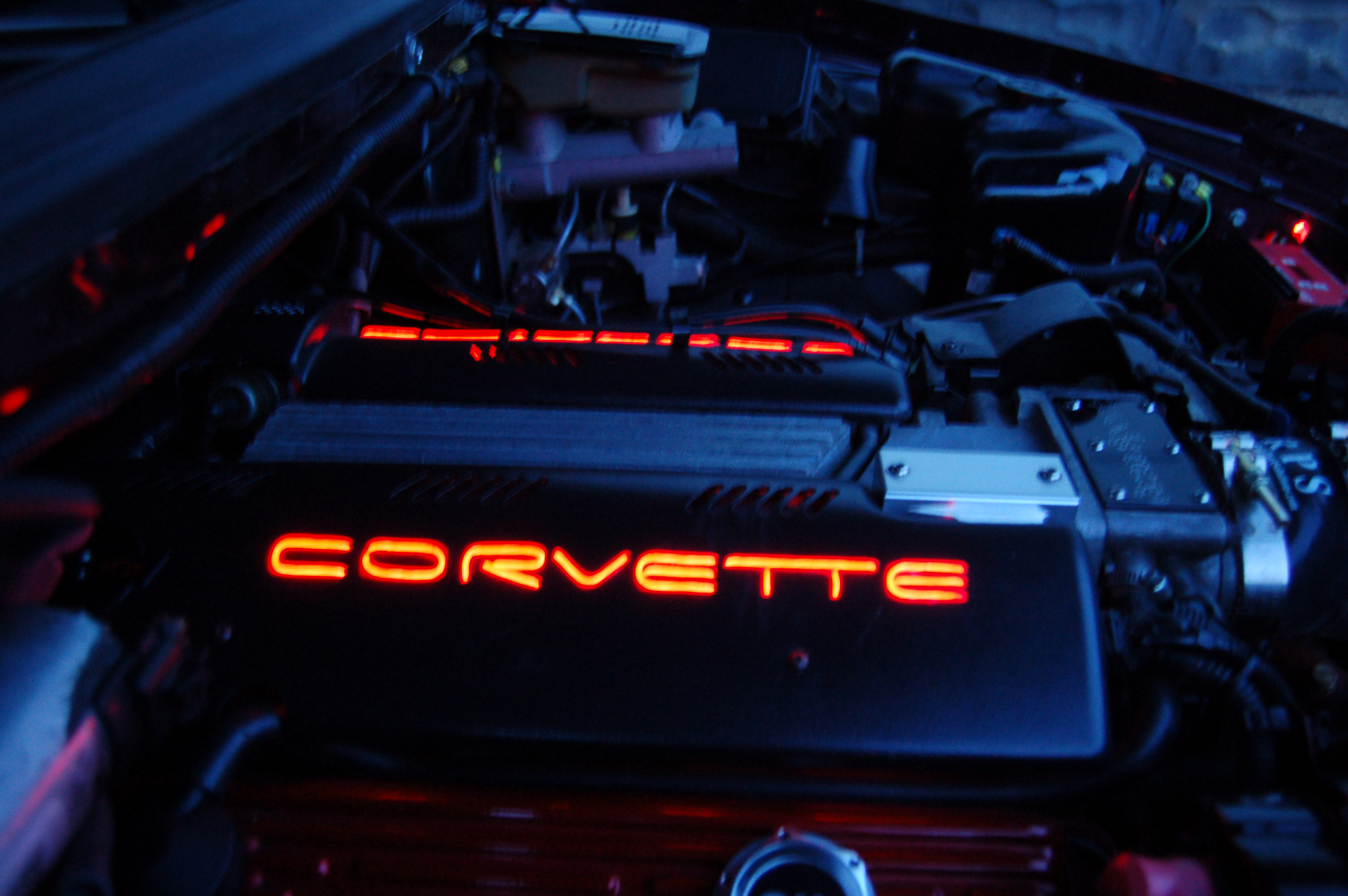
Egy hajlékony fénycső-projekt

A hajlékony fénycső foszforral bevont vékony vezeték, amely váltakozó áram hatására fényt bocsát ki. Nagyon széles körben használják: jármű- és épületdekorációként, biztonsági és vészvilágításként, játékon, ruhán, futófényként és karácsonyi világításként. 
A LED-szalaggal ellentétben a hajlékony fénycső nem fénypontsorozatot, hanem folytonos és hossztengelye mentén körben sugárzó fényforrást hoz létre. Vékony átmérője teszi flexibilissé és széleskörűen felhasználhatóvá például az öltözködésben vagy jelmezkészítésben.

## Felépítése
A hajlékony fénycső öt fő alkotóelemből áll. Az első egy foszforral bevont, tömör rézvezeték. Erre egy nagyon vékony huzal(pár) van feltekercselve, melyre indium-ón-oxid félvezetőréteget gőzölnek. A huzaltekercs elektromosan el van szigetelve a belső rézvezetőtől. A rézhuzalból, foszforból és spirálból álló „szendvicset” egy átlátszó PVC-héj veszi körül. Végül pedig ezt a vékony PVC-héjat egy további – színezett, áttetsző vagy fluoreszkáló – PVC-cső öleli körbe.
Ugyanennek a technológiának a felhasználásával azonban nem csak huzalszerű fényforrást készítenek. Léteznek szalag, illetve síkidom formájú eszközök is. Ezek különlegessége (a hajlékony fénycsőt is beleértve), hogy ollóval bármilyen formára vághatók.

Diagram of El-Wire

A váltakozó feszültség effektív értéke 90–120 V, frekvenciája 1 kHz körüli. A hajlékony fénycső olyan koaxiális kondenzátorral modellezhető, amelynek kapacitása 30 cm-enként 1 nF. A kondenzátor gyors töltése és kisütése készteti a foszfort fénykibocsátásra. A foszforral hatékonyan előállítható fény színe korlátozott, ezért sokszor további fluoreszkáló szerves festékeket is alkalmaznak a PVC-tömlőben a kívánt szín előállításához. Ezen szerves festékekkel különböző színeket állítanak elő, mint például piros és lila, amikor a mag kék-zöld fénye gerjeszti őket.
Jellemzően egyszerű önrezgő tápáramkört használnak a meghajtásra. Ez lényegében egy LC-oszcillátor, ami önmagában biztosítja a szükséges meghajtóteljesítményt is. Kevés alkatrésszel, gazdaságosan előállítható. Ehhez szükséges legalább egy aktív félvezető (tranzisztor általában), mint erősítő, amit pozitív visszacsatolással látnak el. A hajlékony fénycső kapacitásával és egy transzformátor induktivitásával LC-rezgőkör képezhető, ez állítja be a rezgési frekvenciát. A hajlékony fénycső hatásfoka kiváló, így akár pár száz méter is meghajtható egy pár AA ceruzaelemmel.
Későbbiekben a hajlékony fénycsövek meghajtására is kifejlesztettek a gyártók olyan integrált, kapcsolóüzemű áramköröket, ami az invertert még egyszerűbbé és olcsóbbá teszi, a megbízhatóság és hatásfok javulása mellett. Mint például a Supertex HV850, mely 30 cm „angyalhajat” tud meghajtani jó hatásfokkal, de alkalmas napelemes lámpákba vagy egyéb biztonsági alkalmazásokra is. A chipek másik előnye, hogy a vezérlőjelek mikrokontrollerből is származhatnak, így a fényerő és a szín akár az akkumulátor feszültségétől vagy a környezeti hőmérséklettől függően is változhat.
A hajlékony fénycsőnek – más fluoreszcens fényforrásokhoz hasonlatosan – vannak bizonyos korlátai: nagy frekvencián viszonylag nagy a hőleadása (disszipációja), ami idővel meghibásodáshoz vagy emissziócsökkenéshez vezethet. Mivel a vezeték nem árnyékolt, és viszonylag nagy feszültségen üzemel, a hajlékony fénycső nagyfrekvenciás zavart okozhat (felharmonikusok keletkeznek), melyet érzékenyebb audio eszközök, mint például gitár pickup is felfoghat.
Feszültséghatár is van: egy tipikus hajlékony fénycső 180 Vp-p (csúcstól csúcsig mért) feszültségen tönkremehet, ezért a meghajtóáramkör tervezésénél gondoskodni kell a szükséges védelemről, Zener-diódákkal, soros áramkorlátozó ellenállásokkal igény szerint.
A hajlékony fénycsövet vagy síkidomokat néha érintésérzékelőként használják, hiszen a kondenzátor megnyomása megváltoztatja annak kapacitását.

## Léptetők
A léptetőmeghajtók több hajlékony fénycsövet is képesek szekvenciálisan működtetni. Az angyalhaj alacsony tápfeszültségű, nagyfrekvenciás meghajtót (invertert) igényel a működéshez. A legtöbb inverter állandó meghajtást ad egyetlen szálnak, néhányuk viszont további funkciókkal is rendelkezik, például villogó vagy stroboszkóp móddal. Egy hangvezérelt inverter zenével, beszéddel vagy más környezeti hanggal összehangoltan fogja villogtatni a fényforrást, de a léptetők egy megválasztott sorrendben is képesek felvillantani különböző hosszúságú hajlékony fénycsöveket, melyek azonos, de akár különböző színűek is lehetnek.
| 10 csatornás léptető egy hajlékony fénycsőból készült táblára kötve. (A telefonszám kitakarva (obscured)) | Az előző tábla, bekapcsolt léptetővel (A telefonszám kitakarva (obscured)) |

A felül látható képek egy olyan táblát mutatnak, amelyen egy telefonszám látható, itt a számokat különböző színű hajlékony fénycsőből készítették. Ezen 10 szám van, mindegyiket a léptető különböző csatornáira kötötték.
A képen látható léptető egy Cat-09-es, mely 2-10 csatornát tud kezelni, és a Cool Neon cég fejlesztette ki, amely a hajlékony fénycsövek nagykereskedelmére specializálódott.
A hajlékony fénycsövek meghajtóihoz hasonlóan a léptetők is csak bizonyos hosszúságú és méretű fényforrást képesek működtetni. Például, ha olyan léptetőt használunk, mely 1,5-14 méternyi fényforrást tud meghajtani, de 1,5 méternél rövidebbet használunk, akkor tönkremehet az áramkör, ha viszont többet, mint 14 méter, a hajlékony fénycső nem fog olyan fényesen világítani, mint azt terveztük.
A kereskedelemben elérhető léptetők három, négy, öt vagy akár tíz méter angyalhaj meghajtására is képesek. Léteznek professzionális, illetve egyedi meghajtók jóval több, mint tíz csatornával, de a legtöbb felhasználási célra tíz csatorna is elég. A szekvencereken általában lehetőség van arra, hogy állítsuk a sebességet, oda-vissza léptetést, a sorrendet, esetleg egymástól független üzemmódok is programozhatók. A fejlődés afelé mutat, hogy az inverterek kisebbek lesznek, mint egy cigarettásdoboz, és többnyire elemről működnek. Ez lehetővé teszi a léptetők éjszakai használatát akkor is, ha hálózati áram nem áll rendelkezésre.

### Felhasználása
Azáltal, hogy a hagyományostól eltérő módon formába rendezhetünk hajlékony fénycsöveket, akár animációkat is készíthetünk szekvencerek használatával. A léptetőmeghajtókat arra is használják, hogy különböző tárgyakon hozzanak létre animációkat, például kimonókon, pénztárcákon, nyakkendőkön vagy motorkerékpárok üzemanyagtartályán. Egyre növekvő népszerűségnek örvendenek a művészek, táncosok, barkácsolók és más kreatív közösségek körében, mint például az évente megrendezett Burning Man alt-kultúra fesztiválon.

## Fordítás
- Ez a szócikk részben vagy egészben  az   Electroluminescent wire című angol Wikipédia-szócikk ezen változatának fordításán alapul.  Az eredeti cikk szerkesztőit annak laptörténete sorolja fel. Ez a jelzés csupán a megfogalmazás eredetét és a szerzői jogokat jelzi, nem szolgál a cikkben szereplő információk forrásmegjelöléseként.